# 콜드플레이: 헤드 풀 오브 드림스
《콜드플레이: 헤드 풀 오브 드림스》(Coldplay: A Head Full Of Dreams)는 영국에서 제작된 맷 화이트크로스 감독의 2018년 다큐멘터리 영화이다. 크리스 마틴 등이 주연으로 출연하였다. 선별된 극장에 한해 2018년 11월 14일 전 세계적으로 단일 개봉되었으며 이틀 뒤 아마존 비디오 스트리밍을 이용할 수 있게 되었다.

## 출연

### 주연
- 크리스 마틴
- 윌 챔피언
- 존 벅클랜드
- 가이 베리맨

## 개봉
콜드플레이는 2018년 10월 12일 공식 웹사이트를 통해 다큐멘터리를 발표하였다. 전 세계 70 개국 이상의 2,650개 관에서 2018년 11월 14일 하루 동안 개봉되었다.

## 같이 보기
- 콘서트 영화